# Brighamia rockii
Brighamia rockii, được gọi là Pua ʻala trong tiếng Hawai thuộc họ Hoa chuông (Campanulaceae), là loài đặc hữu của hòn đảo Molokaʻi ở Hawaii.

## Hình ảnh

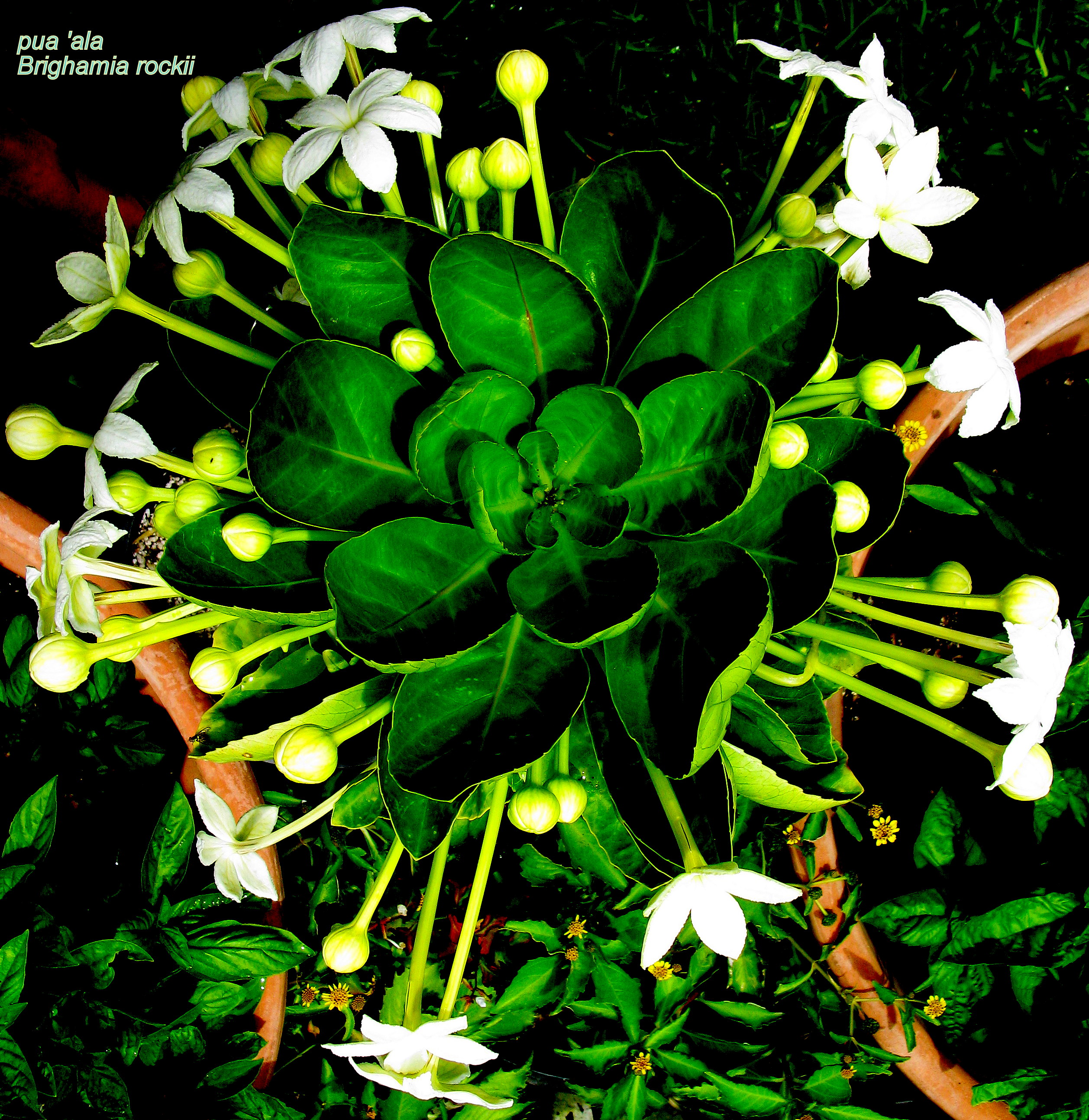
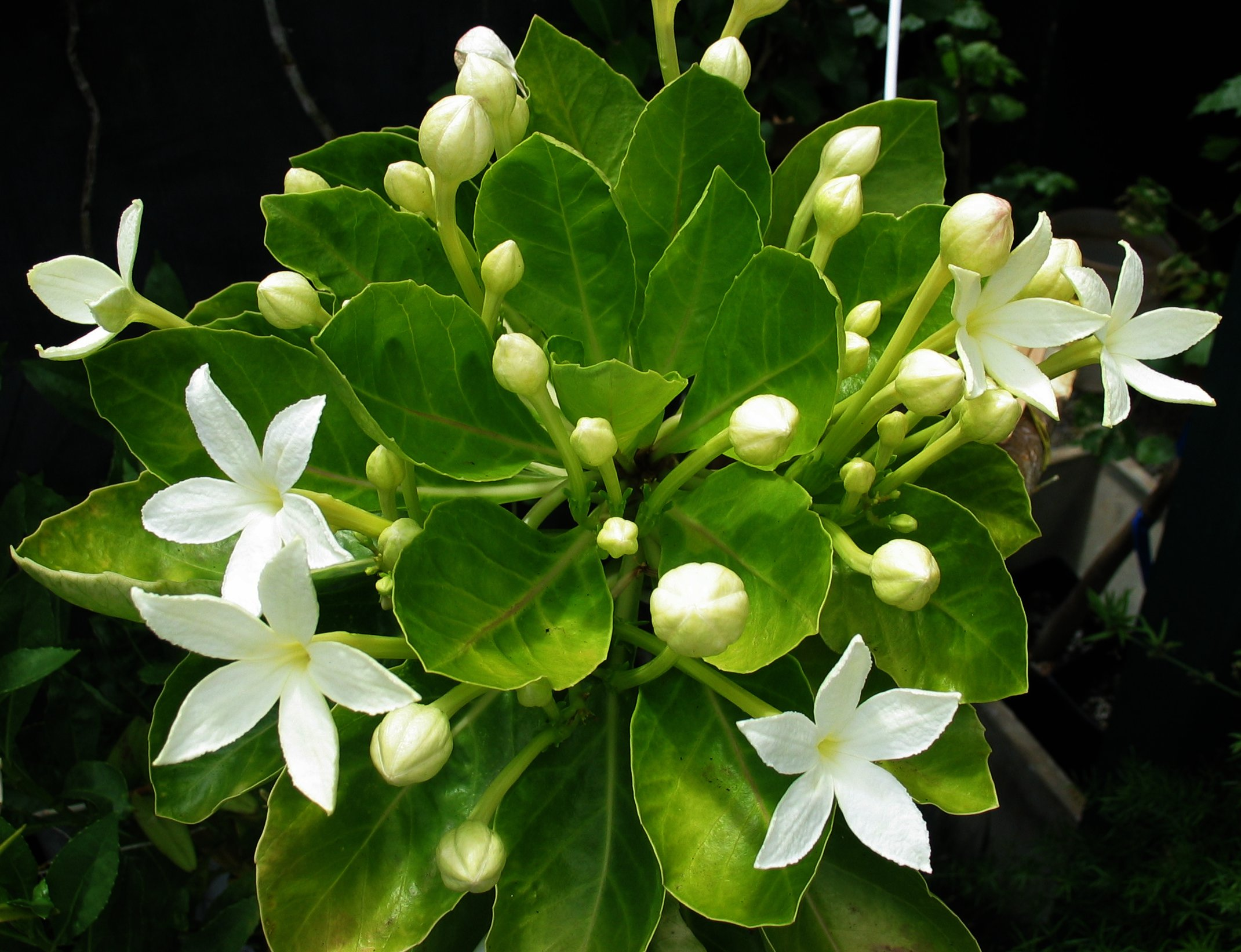
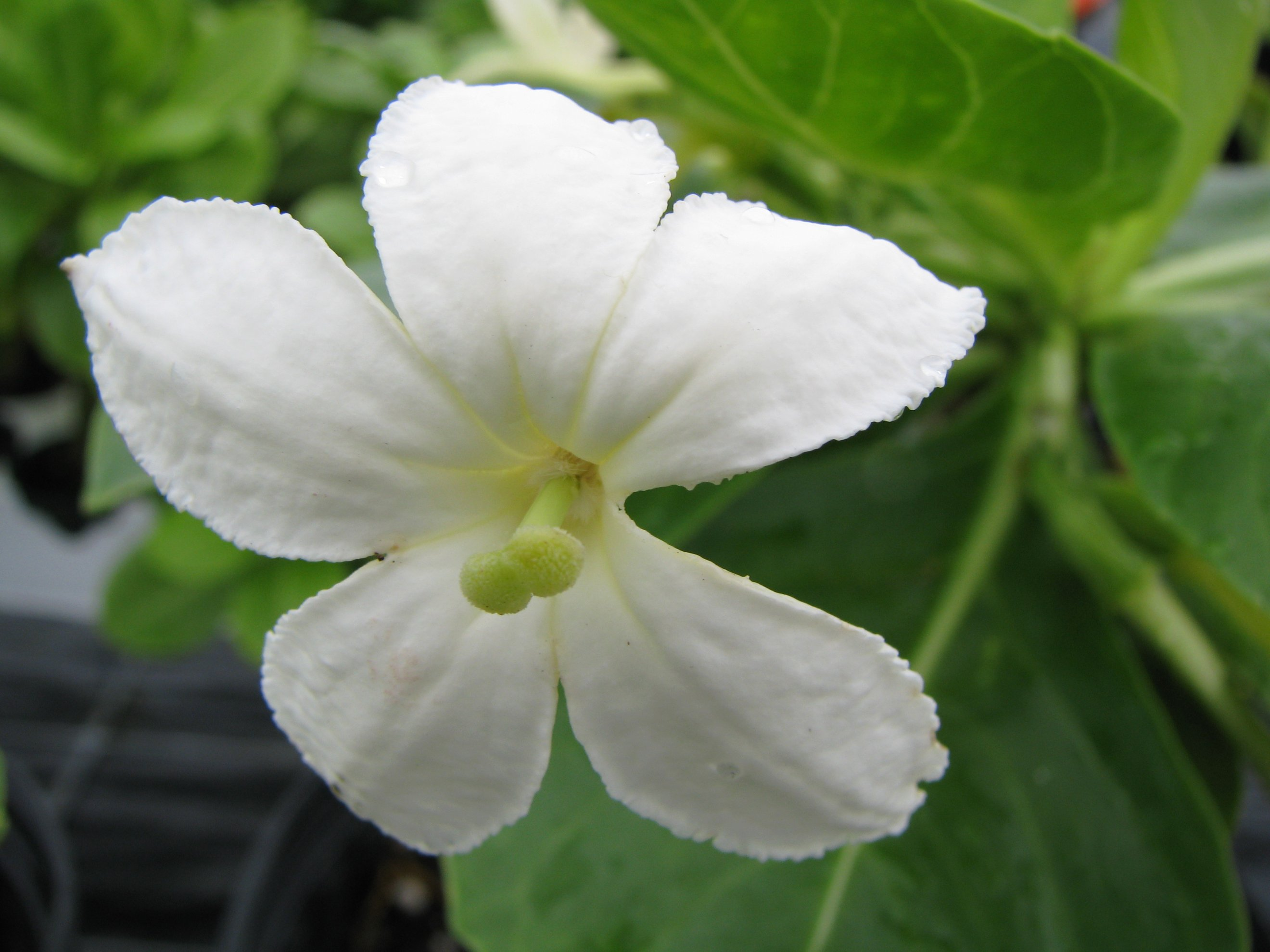
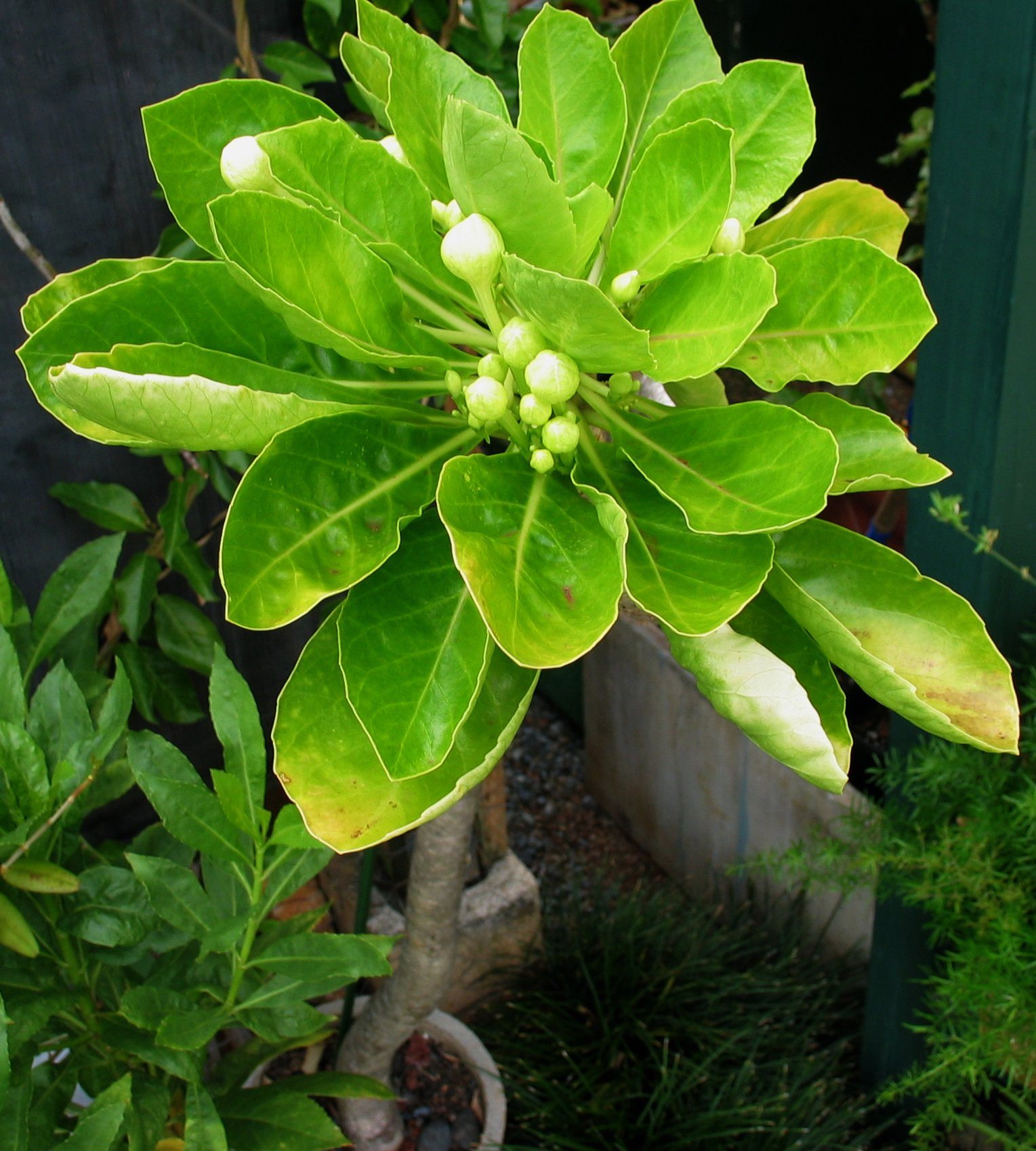